# Bermuda ai Giochi della XVIII Olimpiade
Bermuda partecipò ai Giochi della XVIII Olimpiade, svoltisi a Tokyo dal 10 al 24 ottobre 1964, con una delegazione di quattro atleti tutti impegnati nella vela.
Fu la sesta partecipazione di questo paese ai Giochi. Non furono conquistate medaglie.